# Musikjahr 1913
Liste der Musikjahre

◄◄ | ◄ | 1909 | 1910 | 1911 | 1912 | Musikjahr 1913 | 1914 | 1915 | 1916 | 1917 | ► | ►►

Weitere Ereignisse
Dieser Artikel behandelt das Musikjahr 1913.

## Ereignisse

### Das „Skandalkonzert“ in Wien
- 31. März: Ein von Arnold Schönberg dirigiertes Orchester spielt im Musikvereinssaal Stücke zeitgenössischer Komponisten, die größtenteils dem Expressionismus und der zweiten Wiener Schule angehören. Das Publikum reagiert mit Tumulten und Ausschreitungen auf die ungewohnte Musik. Das Konzert muss schließlich abgebrochen werden.

### Weitere Uraufführungen

#### Ballett

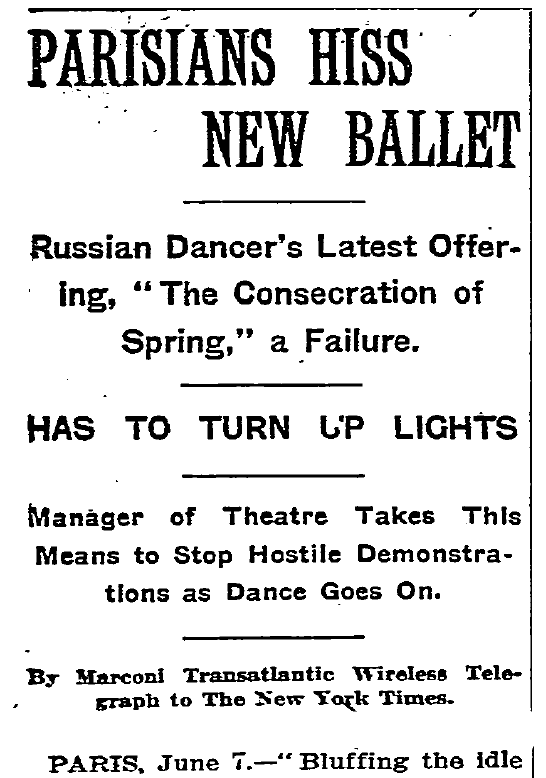
Die New York Times berichtet am 8. Juni von der Uraufführung von Le sacre du printemps

- 29. Mai: Bei der Uraufführung des Balletts Le sacre du printemps von Igor Strawinsky am Théâtre des Champs-Élysées in Paris mit den Ballets Russes von Sergei Pawlowitsch Djagilew kommt es zu einem Pfeifkonzert und Tumulten. Nur der stoischen Ruhe des Dirigenten Pierre Monteux ist es zu verdanken, dass die Aufführung überhaupt zu Ende gespielt werden kann. Auch bei den folgenden Aufführungen kommt es immer wieder zu Publikumsprotesten. Der Skandal macht Strawinski endgültig berühmt, die Reaktionen verletzen ihn allerdings sehr; er gibt vor allem Vaslav Nijinsky die Schuld, der das Werk aus seiner Sicht choreographisch nicht bewältigen konnte. Das Stück gilt heute als Beginn des modernen Balletts.

#### Oper
- 22. Januar: Die Uraufführung der komischen Oper Tante Simona von Ernst von Dohnányi findet an der Hofoper in Dresden statt.
- 01. April: La vida breve, ein lyrisches Drama in zwei Akten und vier Bildern von Manuel de Falla auf ein Libretto von Carlos Fernández-Shaw hat seine Uraufführung im Casino municipal zu Nizza in französischer Sprache. De Falla verwendet in seiner veristisch und impressionistisch beeinflussten Oper viele Elemente aus der spanischen Folklore, wie den Canto Jondo mit rhythmischen Ostinati, sowie den Flamenco.
- 10. April: Die Oper L’amore dei tre re von Italo Montemezzi nach einem Libretto von Sem Benelli wird am Teatro alla Scala uraufgeführt.
- 04. November: Die auf dem Roman Die Legende und die heldenhaften, fröhlichen und ruhmreichen Abenteuer von Ulenspiegel und Lamme Goedzak von Charles De Coster basierende Oper Ulenspiegel von Walter Braunfels hat ihre Uraufführung am Königlichen Hoftheater Stuttgart. Nach drei bis vier weiteren Aufführungen des vom Publikum mit Begeisterung aufgenommenen, jedoch mit gemischten Kritiken bedachten Werks folgt rund hundert Jahre keine weitere Inszenierung.
- 15. November: Die Uraufführung der überarbeiteten endgültigen Fassung der Oper in einem Akt Mese mariano von Umberto Giordano (Musik) mit einem Libretto von Salvatore Di Giacomo erfolgt am Teatro Dal Verme in Mailand, wo sie mit Vittorio Gnecchis Oper Cassandra kombiniert wird.

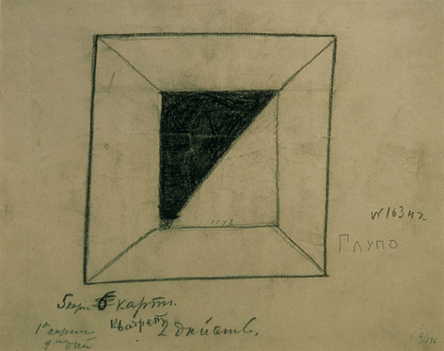
Skizze zum 5. Bild der Oper Sieg über die Sonne

- 03. Dezember: Am Lunapark-Theater in Sankt Petersburg wird die futuristische Oper Sieg über die Sonne (Победа над Солнцем) als Kollektivarbeit der Künstler Alexej Krutschonych, Welimir Chlebnikow, Michail Matjuschin und Kasimir Malewitsch uraufgeführt. Das Werk hat nur noch eine weitere Aufführung am 5. Dezember und führt zu einem der größten Skandale der Theatergeschichte.
- 04. Dezember: Die Uraufführung der komischen Oper L’amore medico (Der Liebhaber als Arzt) von Ermanno Wolf-Ferrari findet an der Dresdner Hofoper in der deutschen Bearbeitung von Richard Batka statt. Das Libretto stammt von Enrico Golisciani und basiert auf der Komödie L’amour médecin von Molière.

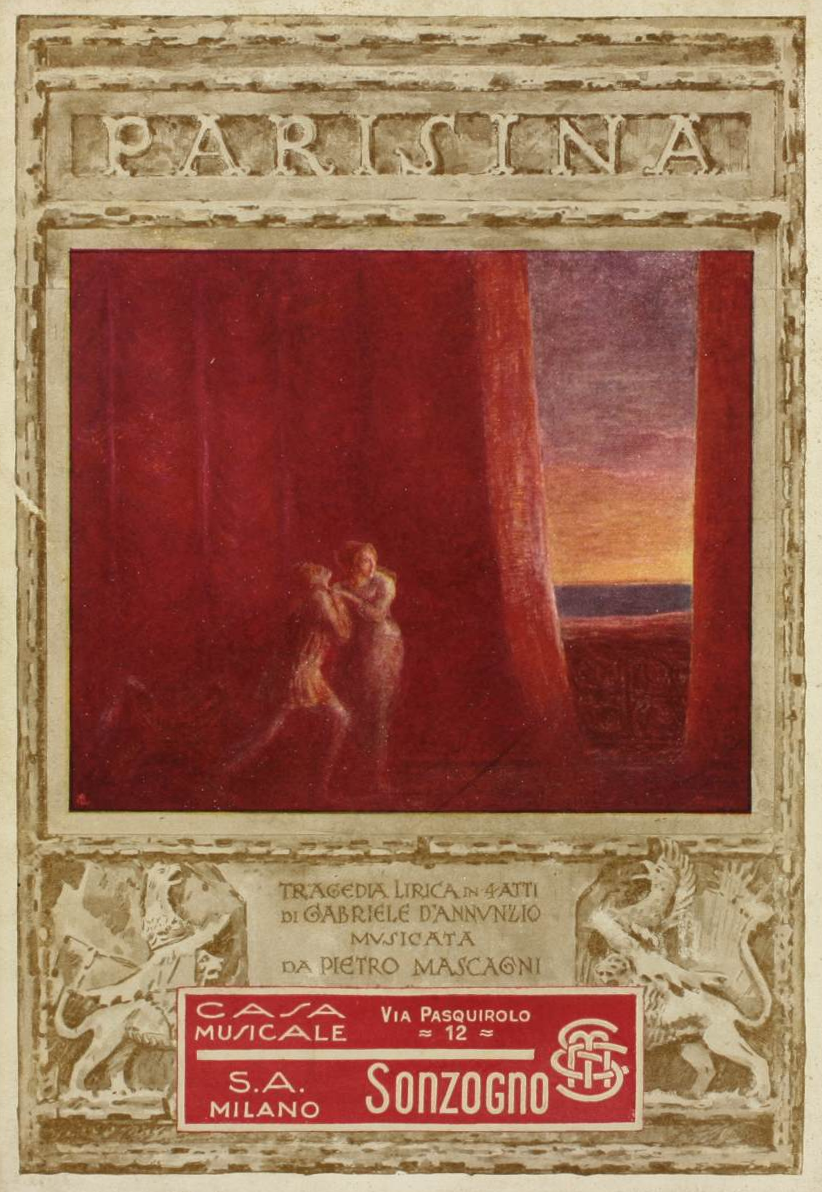
Parisina, Titelblatt des Librettos, Mailand 1913

- 15. Dezember: Die Oper Parisina von Pietro Mascagni auf das Libretto von Gabriele D’Annunzio hat ihre Uraufführung unter der Leitung des Komponisten am Teatro alla Scala di Milano in Mailand. Es sind nicht nur die nationale und internationale Presse, die konkurrierenden Verlagshäuser Ricordi und Sozogno anwesend, sondern auch beinahe sämtliche bedeutende Kollegen Mascagnis, unter anderem Franco Alfano, Umberto Giordano, Giacomo Puccini und Riccardo Zandonai. Auch wenn es sich nicht um einen Misserfolg handelt, nimmt das Publikum die Oper nur verhalten auf, was vermutlich auch mit der Länge der Oper zu tun hat.
- Außerdem erscheint 1913 die musikalische Farce Panurge von Jules Massenet.

#### Oratorium
- 23. Februar: Die Uraufführung der Gurre-Lieder von Arnold Schönberg durch das Tonkünstler-Orchester im Großen Musikvereinssaal in Wien unter der Leitung von Franz Schreker wird ein überwältigender Erfolg. Doch der Komponist, gekränkt durch die frühere konservative Haltung des Wiener Publikums, weigert sich, den Applaus entgegenzunehmen. Dieses rächt sich dafür beim Skandalkonzert vom 31. März.
- Das Oratorium Das Gelobte Land von Camille Saint-Saëns wird beim Three Choirs Festival in der Kathedrale von Gloucester uraufgeführt.

#### Operette
- 25. Januar: Die Operette Du liebes Wien von Robert Stolz wird in Wien am Intimen Theater uraufgeführt.
- 06. Februar: Die Uraufführung der Operette Die beiden Husaren von Leon Jessel findet am Theater des Westens in Berlin statt.
- 19. März: Der lachende Ehemann, eine Operette von Edmund Eysler auf das Libretto von Julius Brammer und Alfred Grünwald hat seine Uraufführung am Bürgertheater in Wien.
- 04. Oktober: Am Berliner Theater in Berlin wird die Operette Wie einst im Mai von Walter Kollo mit dem Libretto von Rudolf Bernauer und Rudolph Schanzer uraufgeführt.
- 11. Oktober: Die Uraufführung der Operette Die ideale Gattin von Franz Lehár erfolgt am Theater an der Wien in Wien.

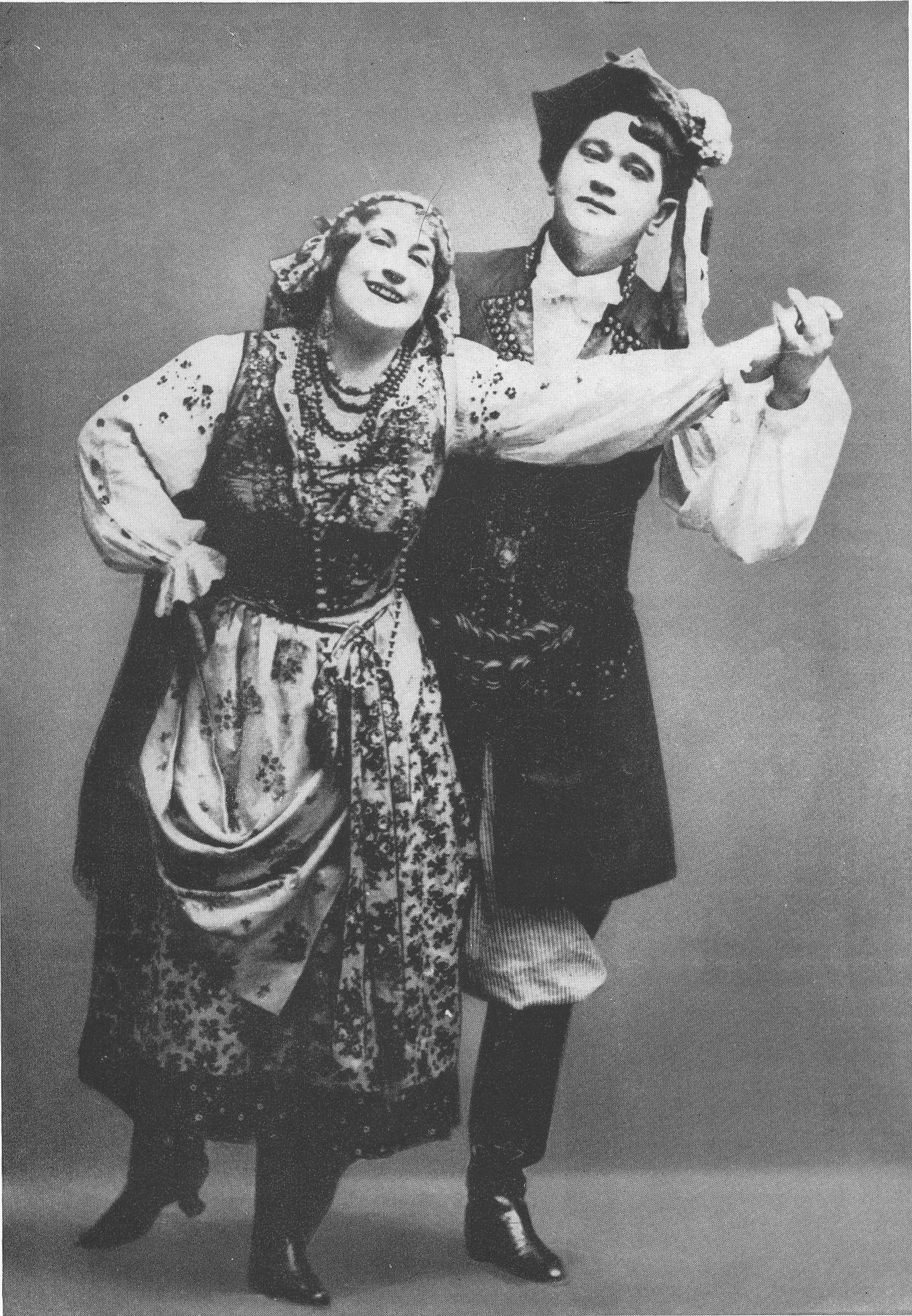
Karl Pfann und Mizzi Zwerenz in Polenblut 1913

- 25. Oktober: Am Wiener Carltheater wird die Operette Polenblut von Oskar Nedbal mit dem Libretto von Leo Stein nach einer Erzählung von Alexander Sergejewitsch Puschkin uraufgeführt.
- 14. November: Die Uraufführung der Operette Der Juxbaron von Walter Kollo erfolgt am Carl-Schultze-Theater in Hamburg.
- 20. Dezember: Die Uraufführung des Operettenschwanks Der Nachtschnellzug von Leo Fall erfolgt am Johann Strauß-Theater in Wien.
- 31. Dezember: Das musikalische Lustspiel Wer zuletzt lacht von Leon Jessel wird in Berlin uraufgeführt.

Weitere Operetten
- Leo Fall: Die Studentengräfin.
- Edmund Eysler: Ein Tag im Paradies.
- Carl Michael Ziehrer: Fürst Casimir (Uraufführung in Wien)
- Ralph Benatzky: Der lachende Dreibund

#### Weitere Werke
- 05. September: Uraufführung des 2. Klavierkonzerts g-moll op. 16 von Sergej Prokofjew in Pawlowsk

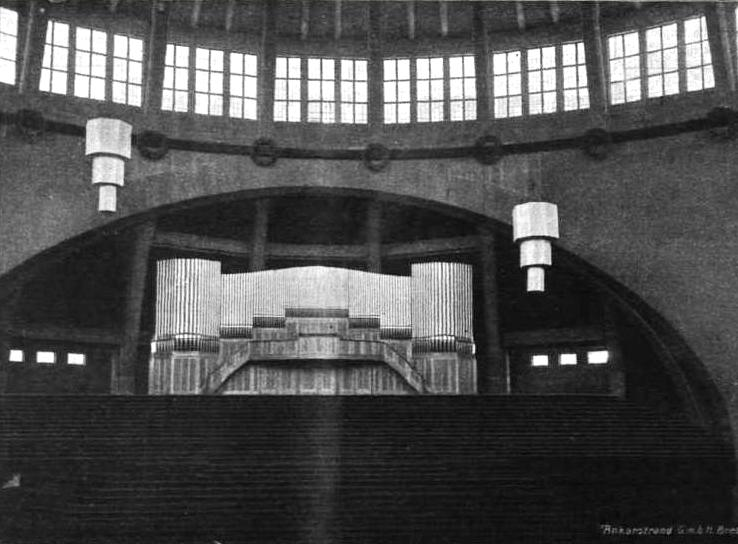
Die Orgel der Jahrhunderthalle

- 24. September: Mit der Uraufführung des Werks Introduktion, Passacaglia und Fuge für Orgel in e-moll op. 127 von Max Reger, gespielt von Karl Straube, wird die Orgel der Jahrhunderthalle, die zu diesem Zeitpunkt größte Orgel der Welt, eine Schöpfung von W. Sauer Orgelbau Frankfurt (Oder), ausgeführt durch die Orgelbaufirma E. F. Walcker & Cie, eingeweiht.

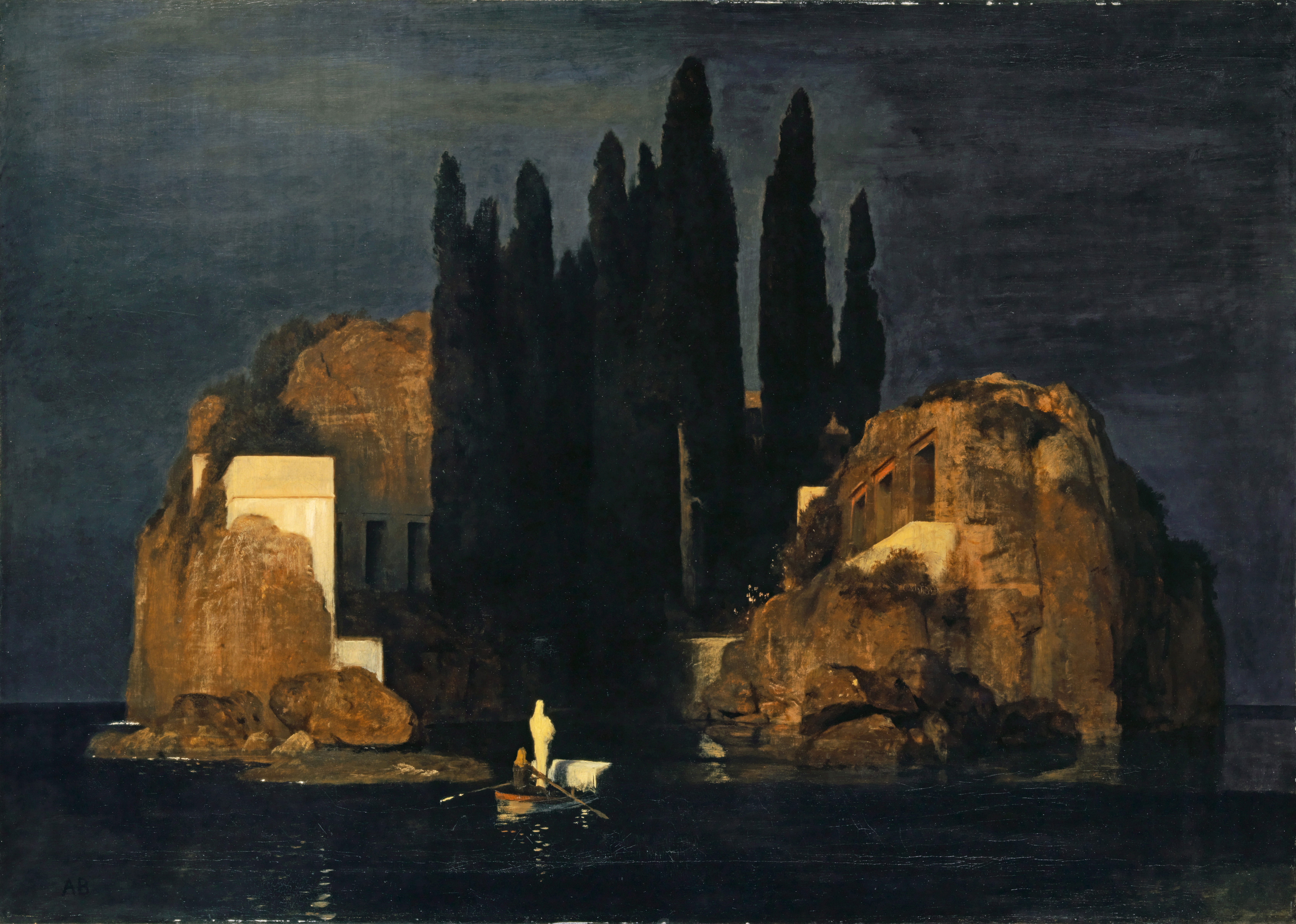
Die Toteninsel von Arnold Böcklin

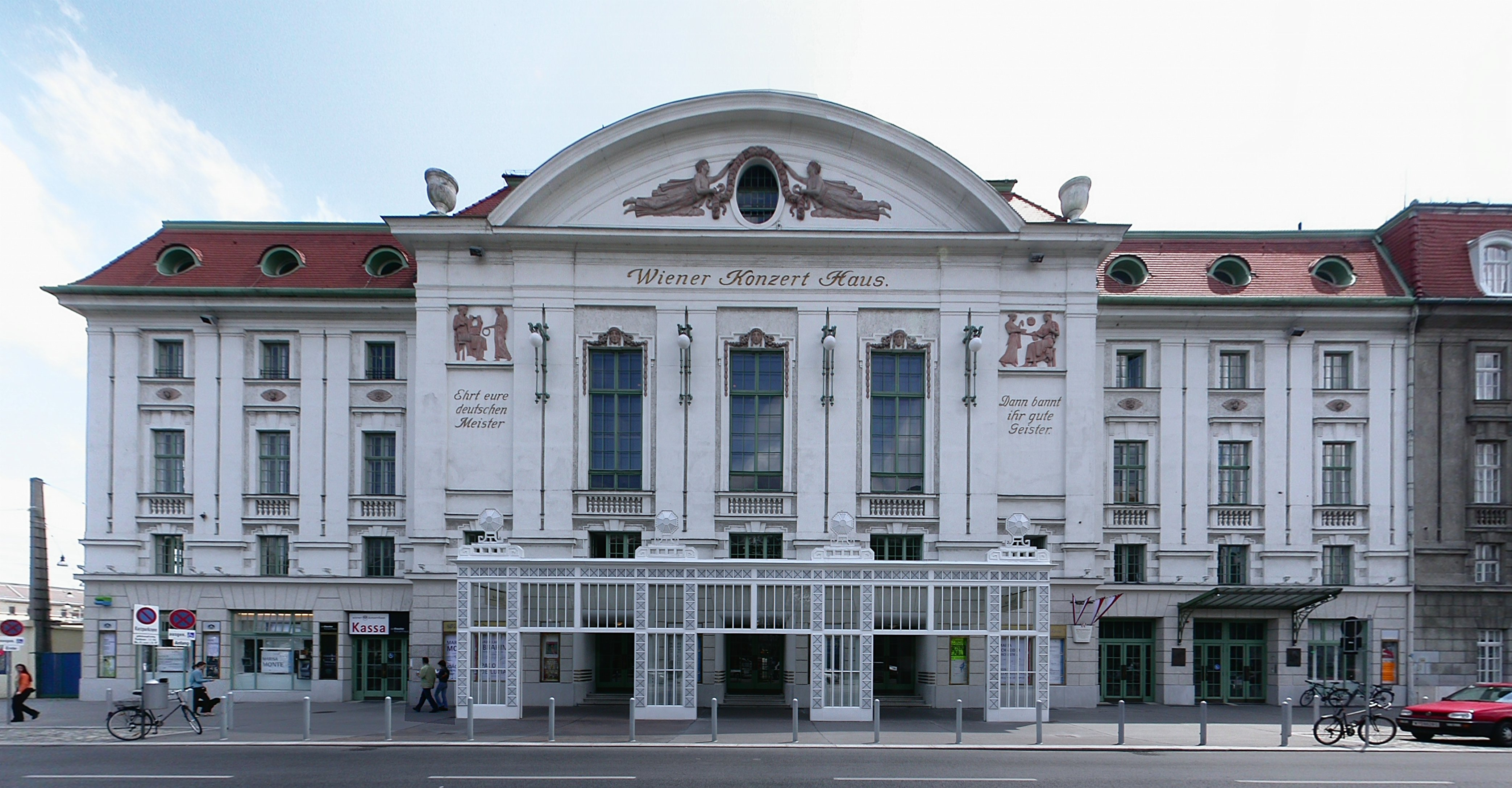
Das Wiener Konzerthaus heute

- 12. Oktober: Die von Max Reger komponierten Vier Tondichtungen nach A. Böcklin werden in Essen mit dem Städtischen Orchester uraufgeführt. Die vier Teile des Werkes beziehen sich auf vier Gemälde von Arnold Böcklin, einschließlich Die Toteninsel.
- 19. Oktober: In Anwesenheit von Kaiser Franz Joseph I. wird das Wiener Konzerthaus mit einem Festkonzert des Wiener Concertvereins eröffnet. Richard Strauss komponierte hierfür sein Festliches Präludium op. 61.

### Instrumentalmusik
- Selim Palmgren: Klavierkonzert Nr. 2 Der Fluss op. 33

### Sonstiges
- 20. November: Der deutsche Kaiser Wilhelm II. verbietet das Tanzen von Tango in Uniform wegen Unschicklichkeit.
- In Atlanta, Georgia, werden erstmals die Georgia Old-Time Fiddlers’ Conventions veranstaltet. Organisiert wird die Veranstaltung von der Georgia Old-Time Fiddlers’ Association. Bekannte Teilnehmer sind unter anderem Clayton McMichen, Fiddlin’ John Carson und Gid Tanner. Den ersten Wettbewerb gewinnt J.B. Singley.

## Geboren

### Januar bis März
- 02. Januar: Gardner Read, US-amerikanischer Komponist († 2005)

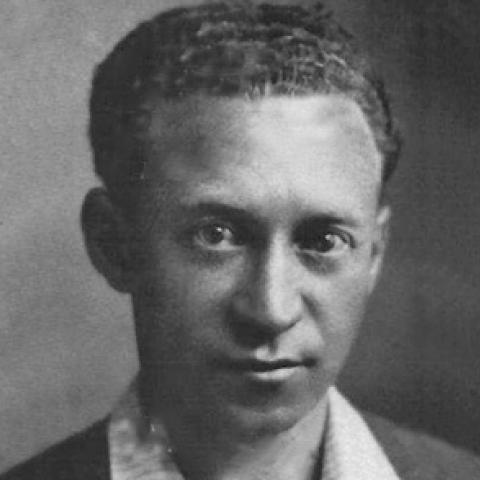
Jacques Stroumsa; * 4. Januar

- 04. Januar: Jacques Stroumsa, griechischer, später französischer und schließlich israelischer Techniker und Musiker; Überlebender des Holocaust († 2010)
- 15. Januar: Miriam Hyde, australische Komponistin, Pianistin, Musikpädagogin und Autorin († 2005)
- 15. Januar: Helmuth Zernick, deutscher Violinist († 1970)
- 24. Januar: Norman Dello Joio, US-amerikanischer Komponist und Professor († 2008)

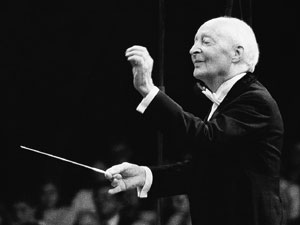
Witold Lutosławski; * 25. Januar

- 25. Januar: Witold Lutosławski, polnischer Komponist und Dirigent († 1994)

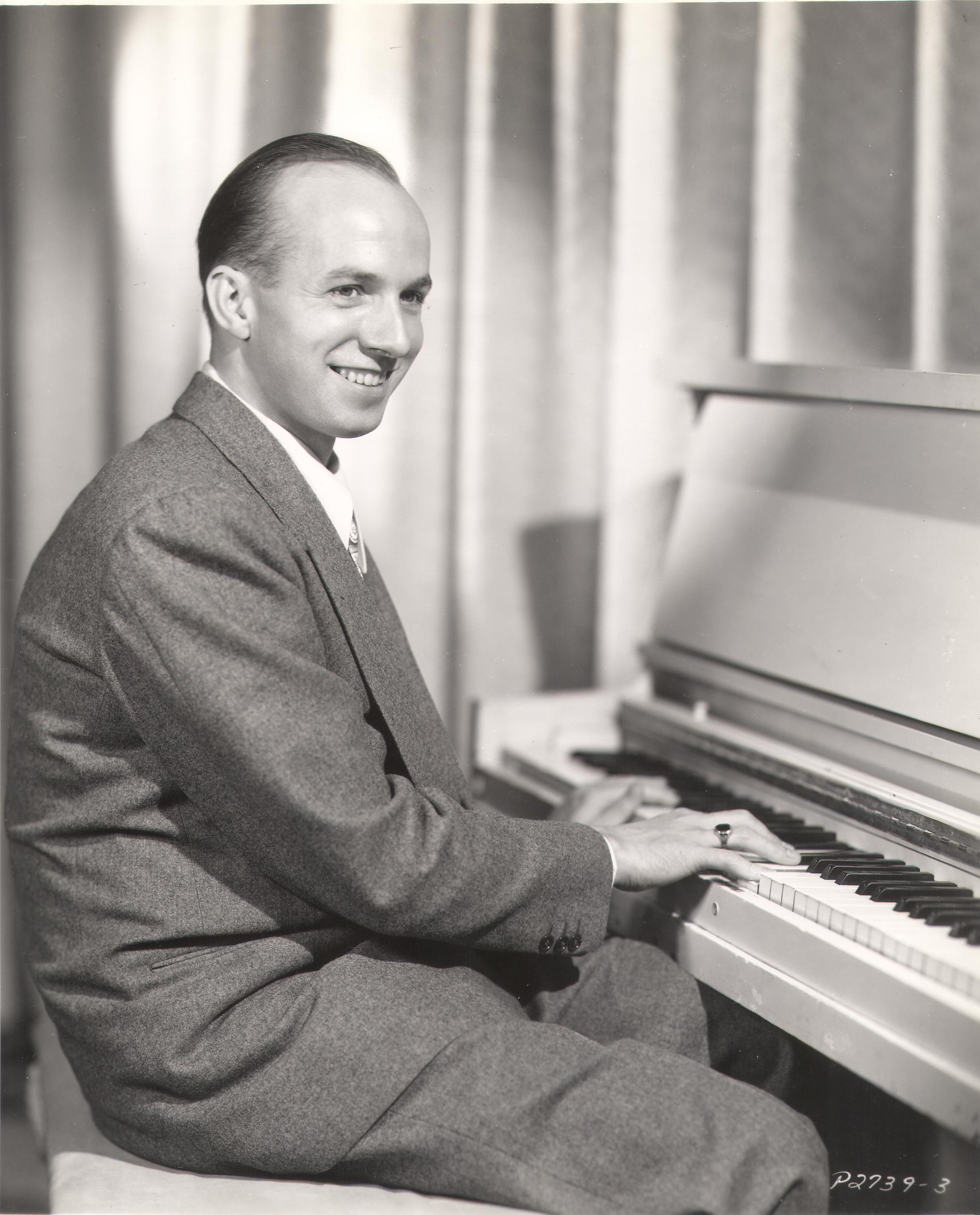
Jimmy Van Heusen; * 26. Januar

- 26. Januar: Jimmy Van Heusen, US-amerikanischer Komponist († 1990)
- 31. Januar: Manuel Sucher, argentinischer Tangopianist und -komponist († 1971)
- 04. Februar: Gerhard Mendelson, deutscher Musikproduzent in Wien († 1976)
- 04. Februar: Sabina Olmos, argentinische Filmschauspielerin und Sängerin († 1999)
- 11. Februar: Lucio San Pedro, philippinischer Komponist und Musikpädagoge († 2002)
- 12. Februar: John R. Barrows, US-amerikanischer Hornist († 1974)
- 17. Februar: René Leibowitz, französischer Komponist, Dirigent, Schriftsteller und Musikpädagoge († 1972)
- 26. Februar: Louise André, kanadische Sängerin und Gesangslehrerin († 2001)
- 28. Februar: Emilia Comișel, rumänische Musikethnologin († 2010)
- 01. März: Graham Steed, britisch-kanadischer Organist und Chorleiter († 1999)
- 05. März: Julian Grigorjewitsch Krein, russischer Komponist, Pianist und Musikwissenschaftler († 1996)
- 10. März: Enrique Campos, uruguayischer Tangosänger, Bandleader und Tangokomponist († 1970)
- 11. März: John Weinzweig, kanadischer Komponist († 2006)
- 12. März: Loulie Jean Norman, US-amerikanische Sopranistin († 2005)
- 12. März: Agathe von Trapp, Sängerin und Tochter von Georg von Trapp († 2010)
- 13. März: Gangubai Hangal, indische Sängerin († 2009)
- 13. März: Irène Joachim, französische Sopranistin († 2001)
- 13. März: Lightnin’ Slim, US-amerikanischer Blues-Musiker († 1974)
- 13. März: Muqan Tölebajew, kasachisch-sowjetischer Komponist († 1960)
- 14. März: Osvaldo Moles, brasilianischer Autor, Journalist, und Hörfunkmoderator († 1967)
- 14. März: Witold Rudziński, polnischer Komponist († 2004)
- 16. März: Rudi Schuricke, deutscher Sänger und Schauspieler († 1973)
- 19. März: Günter Neumann, deutscher Komponist, Autor und Kabarettist († 1972)
- 26. März: Bruce Low, niederländischer Schlager- und Gospelsänger († 1990)
- 27. März: Hans Laessig, deutscher Widerstandskämpfer, Bibliothekar, Musiker und Lyriker († 1995)
- 28. März: Werner Schöniger, deutscher Dirigent und Generalmusikdirektor († 2001)
- 31. März: Etta Baker, US-amerikanische Blues-Sängerin und Gitarristin († 2006)

### April bis Juni
- 04. April: Cecil Gant, US-amerikanischer Bluessänger und Pianist († 1951)
- 04. April: Frances Langford, US-amerikanische Sängerin und Schauspielerin († 2005)

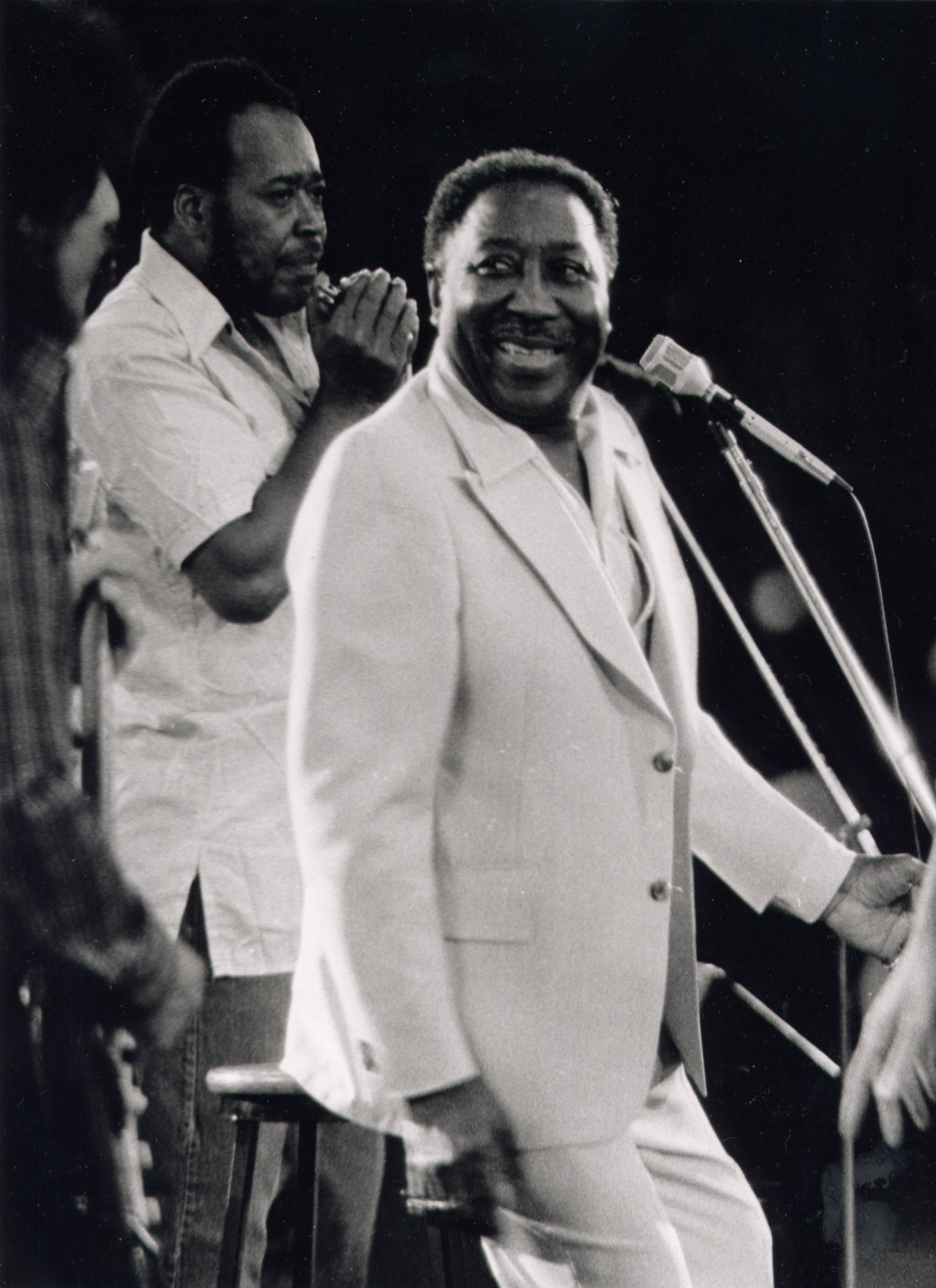
Muddy Waters; * 4. April

- 04. April: Muddy Waters, US-amerikanischer Bluesmusiker († 1983)
- 14. April: Jean Fournet, französischer Dirigent († 2008)
- 14. April: Werner Wolf Glaser, schwedischer Komponist und Professor († 2006)
- 21. April: Gotthard Arnér, schwedischer Organist und Musikpädagoge († 2002)
- 24. April: Violet Archer, kanadische Komponistin († 2000)
- 26. April: Roberto Caló, argentinischer Tangopianist, Bandleader, Komponist, Sänger und Schauspieler († 1985)
- 01. Mai: Max-Pol Fouchet, französischer Schriftsteller, Kunstkritiker und Fernsehjournalist († 1980)
- 06. Mai: Carmen Cavallaro, US-amerikanischer Musiker und Filmschauspieler († 1989)
- 06. Mai: Gyula Dávid, ungarischer Komponist († 1977)
- 13. Mai: František Domažlický, tschechischer Geiger, Bratscher und Komponist († 1997)
- 16. Mai: Woody Herman, US-amerikanischer Jazzmusiker, Klarinettist und Bandleader († 1987)
- 18. Mai: Charles Trenet, französischer Sänger, Komponist, Dichter und Maler († 2001)
- 22. Mai: Amadeo Mandarino, argentinischer Tangosänger († 1996)

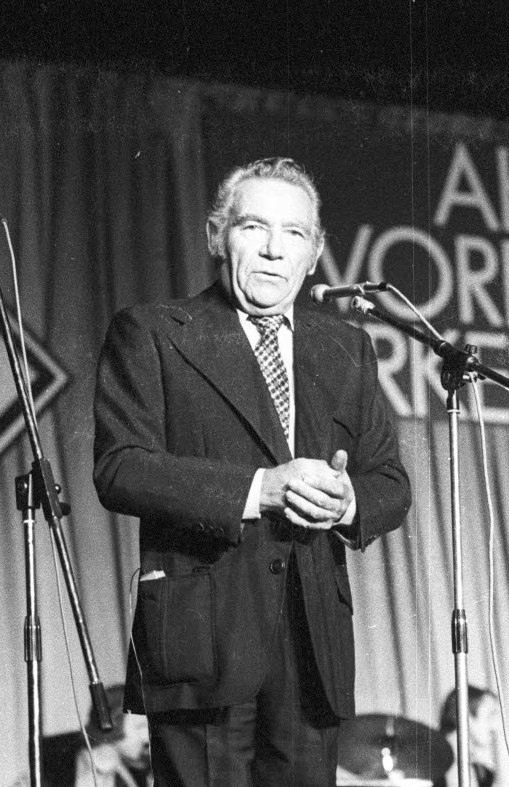
Peter Frankenfeld; * 31. Mai

- 31. Mai: Peter Frankenfeld, Schauspieler, Showmaster, Sänger († 1979)
- 02. Juni: Walter Andreas Schwarz, deutscher Sänger, Schriftsteller, Kabarettist, Hörspielautor und -sprecher († 1992)
- 07. Juni: Alessandro Esposito, italienischer Organist, Komponist und Musikpädagoge († 1981)
- 08. Juni: Peter Diamand, niederländischer Musikmanager († 1998)
- 10. Juni: Tichon Chrennikow, russischer Komponist († 2007)
- 27. Juni: Elton Britt, US-amerikanischer Country-Musiker († 1972)
- 28. Juni: Roberto Grela, argentinischer Tangogitarrist und -komponist († 1992)
- 28. Juni: George Lloyd, englischer Komponist († 1998)

### Juli bis September
- 04. Juli: Ranie Burnette, US-amerikanischer Bluesmusiker († 2000)
- 05. Juli: Smiley Lewis, US-amerikanischer Blues- und R&B-Sänger († 1966)
- 07. Juli: Pinetop Perkins, US-amerikanischer Blues-Musiker († 2011)
- 09. Juli: Horst Dempwolff, deutscher Komponist und Filmkomponist († 1983)
- 12. Juli: André Lavagne, französischer Komponist († 2014)
- 13. Juli: Argentino Galván, argentinischer Geiger, Arrangeur, Bandleader und Tangokomponist († 1960)
- 15. Juli: Cowboy Copas, US-amerikanischer Country-Musiker († 1963)
- 15. Juli: Antonio Maida, argentinischer Tangosänger († 1984)
- 20. Juli: Weniamin Iossifowitsch Fleischmann, sowjetischer Komponist († 1941)
- 23. Juli: Ernest van der Eyken, belgischer Komponist und Dirigent († 2010)
- 25. Juli: Charlotte Sarcander, deutsche Journalistin, Schriftstellerin und Lehrerin († 1968)
- 03. August: Carlos Figari, argentinischer Tangopianist, Bandleader und Tangokomponist († 1994)
- 03. August: Gene Nobles, US-amerikanischer Radio-Discjockey († 1989)
- 03. August: Enrique Villegas, argentinischer Jazzmusiker († 1986)

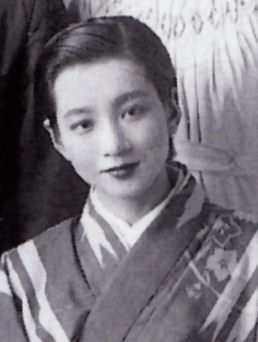
Sonoi Keiko; * 6. August

- 06. August: Sonoi Keiko, japanische Schauspielerin und Darstellerin der Takarazuka Revue († 1945)
- 13. August: Ladislav Holoubek, slowakischer Komponist und Dirigent tschechischer Herkunft († 1994)
- 15. August: Anny Xhofleer, niederländische Jazzsängerin († 2006)
- 22. August: Robert Schollum, österreichischer Komponist und Dirigent († 1987)
- 23. August: Bob Crosby, US-amerikanischer Sänger und Big-Band-Leiter († 1993)
- 27. August: Luigi Rognoni, italienischer Musikwissenschaftler und Musikkritiker († 1986)
- 28. August: Rose Goldblatt, kanadische Pianistin und Musikpädagogin († 1997)
- 30. August: Ida Vivado Orsini, chilenische Pianistin und Komponistin († 1989)
- 12. September: Walter Panofsky, deutscher Musikkritiker und -schriftsteller († 1967)
- 15. September: Henry Brant, US-amerikanischer Komponist († 2008)
- 23. September: Aleksi Matschawariani, georgischer Komponist († 1995)
- 25. September: Maria Tănase, rumänische Sängerin und Chansonnière († 1963)
- 27. September: Kurt Honolka, deutscher Musikschriftsteller, Musikwissenschaftler, Journalist, Musik- und Theaterkritiker († 1988)

### Oktober bis Dezember

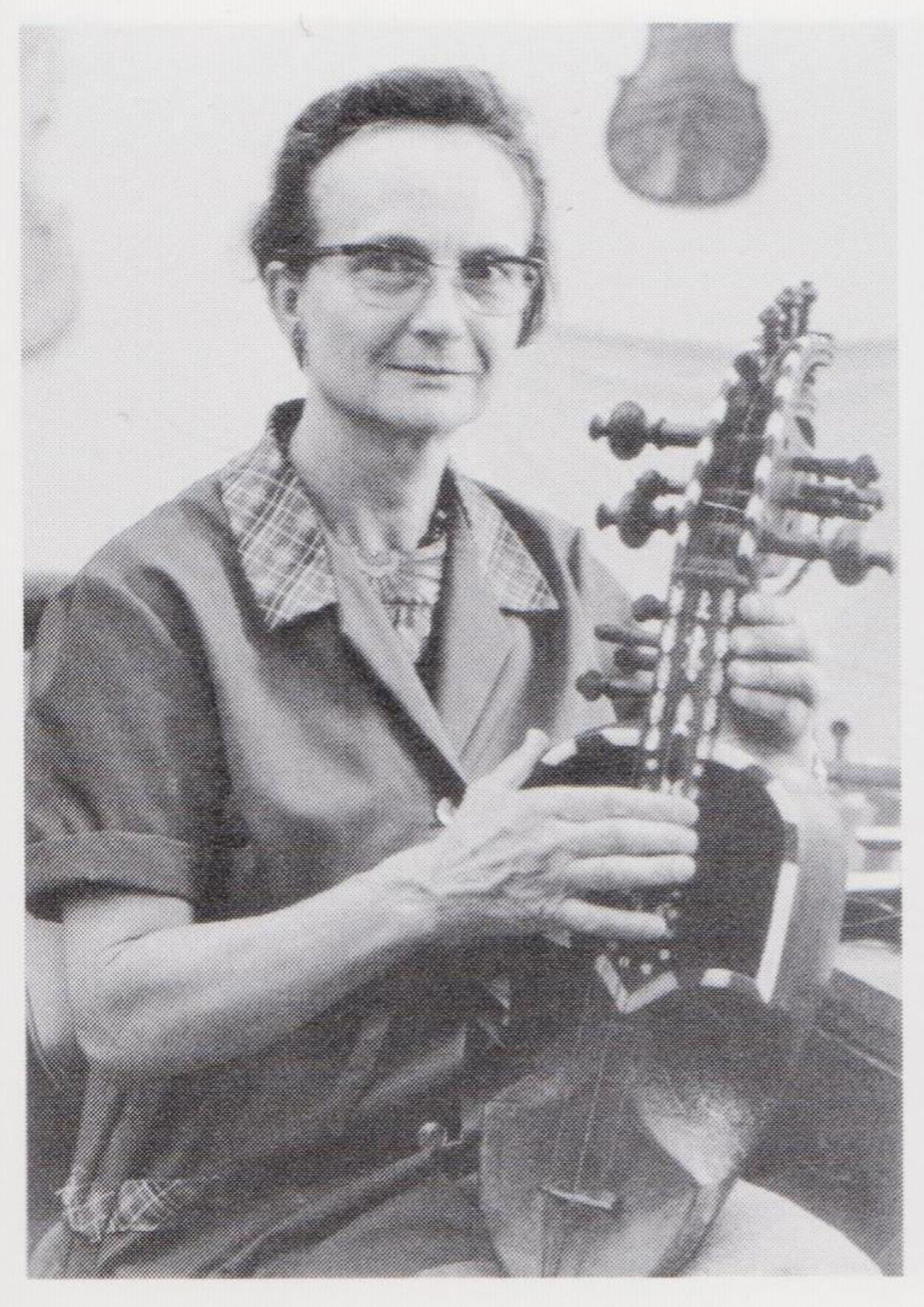
Olga Adelmann; * 2. Oktober

- 02. Oktober: Olga Adelmann, deutsche Geigenbauerin († 2000)
- 02. Oktober: William Ching, US-amerikanischer Schauspieler und Musicaldarsteller († 1989)
- 05. Oktober: Ovidiu Varga, rumänischer Komponist, Musikwissenschaftler und -pädagoge († 1993)
- 06. Oktober: Richard Dyer-Bennet, US-amerikanischer Folksänger († 1991)
- 06. Oktober: Armand Molinetti, französischer Jazzmusiker (Schlagzeug) († 1982)
- 09. Oktober: Liselotte Malkowsky, deutsche Schlagersängerin († 1965)
- 10. Oktober: France Ellegaard, dänisch-finnische Pianistin († 1999)
- 14. Oktober: Larry Russell, US-amerikanischer Filmkomponist, Arrangeur und Dirigent († 1954)
- 15. Oktober: Thore Jederby, schwedischer Jazzmusiker († 1984)
- 16. Oktober: Cesar Bresgen, österreichischer Komponist († 1988)
- 17. Oktober: Edwin Bär, Schweizer Kapellmeister und Komponist († 2008)
- 17. Oktober: Hanna Lussnigg, österreichische Sängerin und Schauspielerin († 2006)
- 19. Oktober: Vinícius de Moraes, brasilianischer Dichter und Liedtexter († 1980)
- 20. Oktober: Grandpa Jones, US-amerikanischer Country-Musiker († 1998)
- 20. Oktober: José Clemente Laya, venezolanischer Bratschist, Komponist und Musikpädagoge († 1981)
- 26. Oktober: Eldin Burton, US-amerikanischer Komponist und Pianist († 1981)
- 26. Oktober: Hans Jönsson, deutscher Film-, Fernseh- und Hörspielkomponist († 1993)
- 26. Oktober: Netty Simons, US-amerikanische Komponistin († 1991)
- 31. Oktober: Raúl Lavista, mexikanischer Komponist und Dirigent († 1980)
- 02. November: Carmen Amaya, spanische Flamenco-Sängerin und -Tänzerin († 1963)
- 02. November: Harry Babbitt, US-amerikanischer Sänger († 2004)
- 05. November: Guy Jonson, englischer Pianist und Musikpädagoge († 2009)
- 15. November: Gus Johnson, US-amerikanischer Schlagzeuger († 2000)
- 19. November: Blue Barron, US-amerikanischer Musiker († 2005)

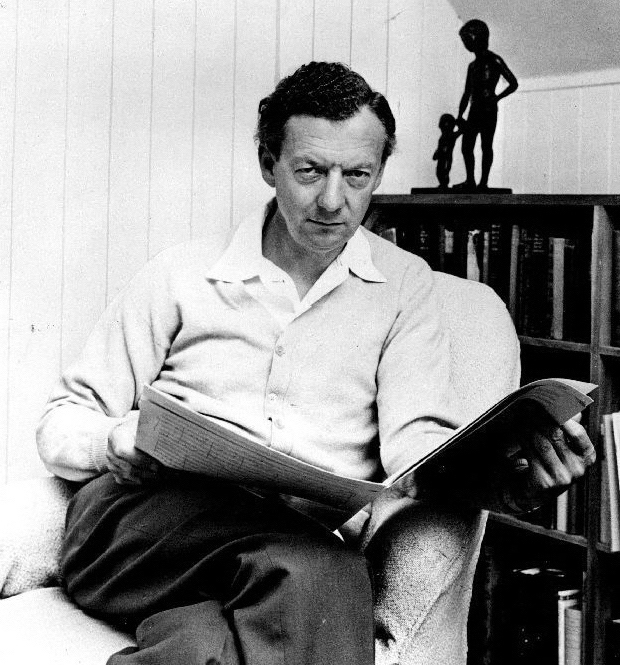
Benjamin Britten; * 22. November

- 22. November: Benjamin Britten, englischer Komponist († 1976)
- 04. Dezember: Johann Cilenšek, deutscher Komponist und Vizepräsident der Akademie der Künste der DDR († 1998)
- 05. Dezember: Hans Arnold Metzger, deutscher Kirchenmusiker, Organist, Komponist und Musikpädagoge († 1977)
- 07. Dezember: John Davis, US-amerikanischer Blues-Pianist und Sänger († 1985)
- 08. Dezember: Halima Nosirova, sowjetische und usbekische Sängerin († 2003)
- 10. Dezember: Morton Gould, US-amerikanischer Komponist, Dirigent und Pianist († 1996)
- 10. Dezember: Pannonica de Koenigswarter, britische Jazzmäzenin († 1988)
- 10. Dezember: Ray Nance, US-amerikanischer Jazz-Trompeter und Violinist († 1976)
- 18. Dezember: Albert Bartsch, deutscher Pfarrer, Schriftsteller und Kirchenlieddichter († 1996)
- 18. Dezember: Beatrice Waghalter, deutschamerikanische Sängerin (Sopran) und Geschäftsfrau († 2001)
- 21. Dezember: Amalie Christie, norwegische Pianistin, Klavierpädagogin und Anthroposophin († 2010)
- 21. Dezember: Andor Foldes, US-amerikanischer Pianist ungarischer Herkunft († 1992)
- 23. Dezember: Hans Henkemans, niederländischer Pianist, Komponist und Psychotherapeut († 1995)
- 28. Dezember: Józef Kropiński, polnischer Geiger, Komponist, Widerstandskämpfer und KZ-Überlebender († 1970)
- 31. Dezember: Carlos Roldán, uruguayischer Tangosänger und Schauspieler († 1973)

### Genaues Geburtsdatum unbekannt
- Ernst-Otto Göring, deutscher Kirchenmusiker († 1974)
- Jerome Stowell, US-amerikanischer Klarinettist und Musikpädagoge († 1973)

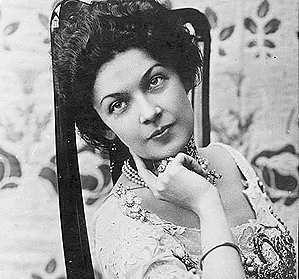
Anastassija Wjalzewa; † 17. Februar

## Gestorben
- 06. Januar: Ernesto Elorduy, mexikanischer Komponist und Pianist (* 1855)
- 13. Januar: Anton Schott, deutscher Sänger (* 1846)
- 17. Januar: Carl Baermann, deutschamerikanischer Pianist und Musikpädagoge (* 1839)
- 20. Januar: Richard Ludwig Schneider, deutscher Komponist und Musikpädagoge (* 1857)
- 09. Februar: Rudolph Kündinger, deutscher Komponist, Musiker, Pianist, Musiklehrer, Klavierlehrer und Musikprofessor (* 1832)
- 17. Februar: Anastassija Dmitrijewna Wjalzewa, russische Sängerin (* 1871)

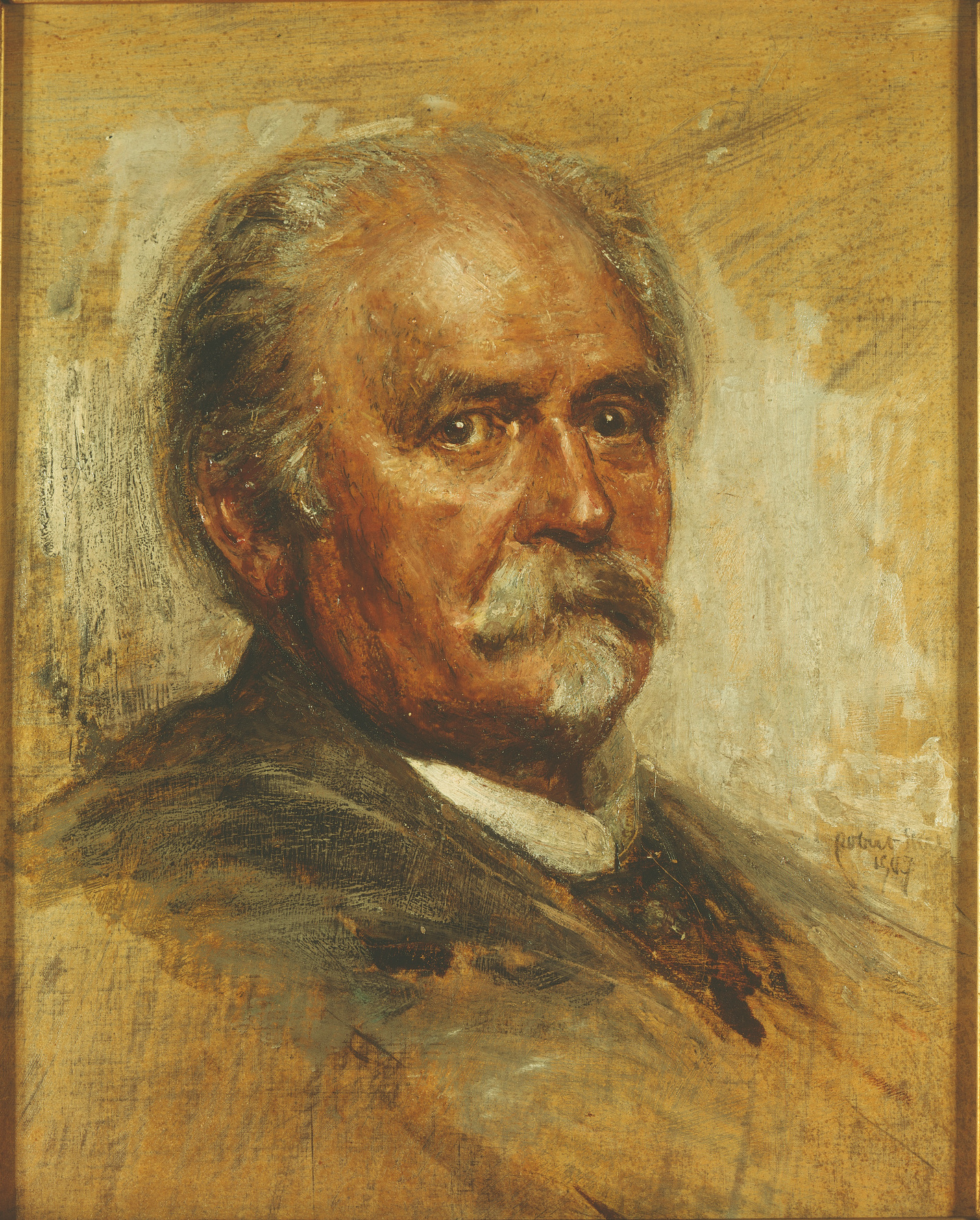
Felix Draeseke; † 26. Februar

- 26. Februar: Felix Draeseke, deutscher Komponist (* 1835)
- 16. März: Tatyos Efendi, türkischer Komponist (* 1855)

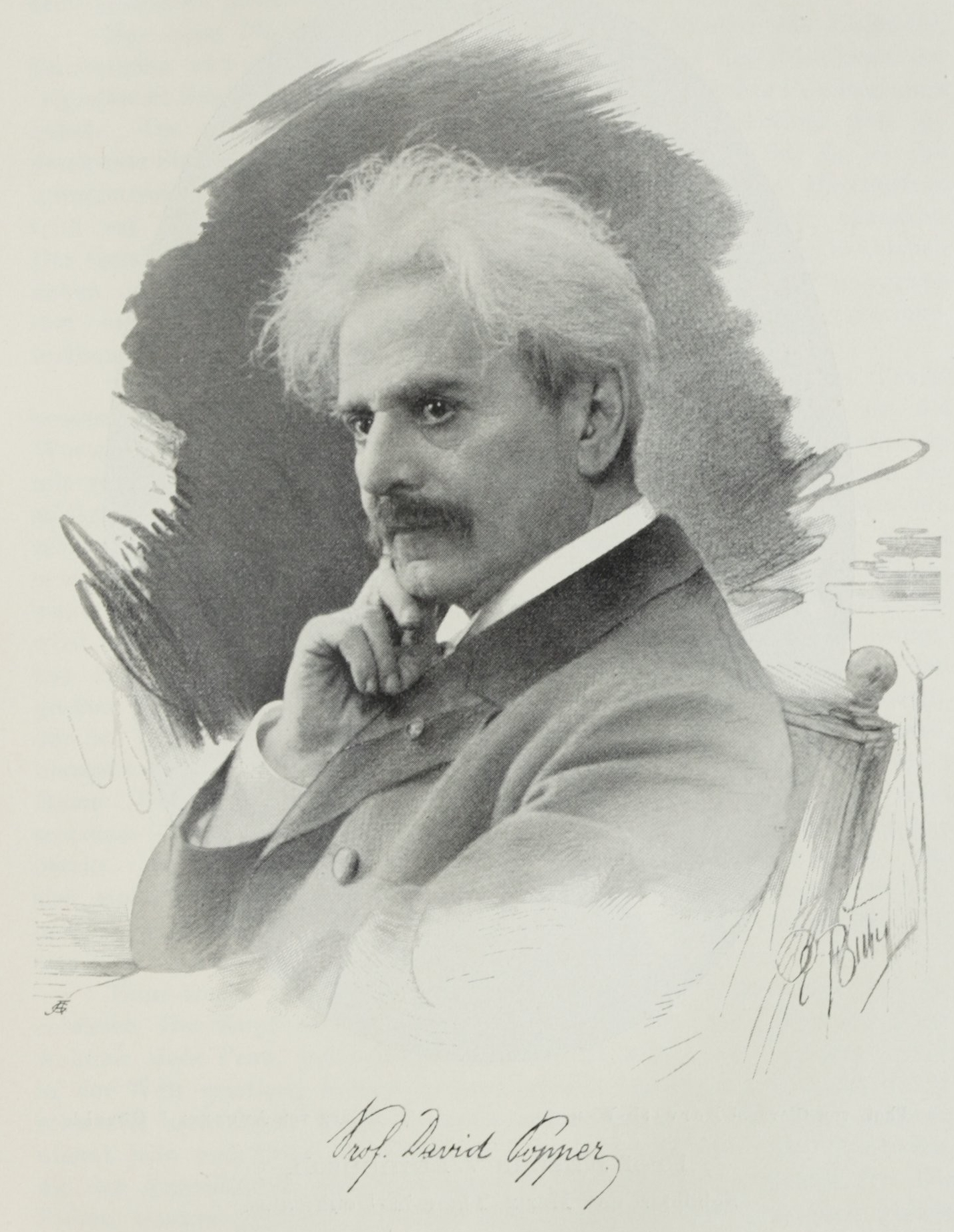
David Popper; † 7. August

- 19. März: John Thomas, walisischer Harfenist und Komponist (* 1826)
- 20. März: Erich Jacques Wolff, österreichischer Komponist (* 1874)
- 17. April: Heinrich Schuëcker, österreichisch-amerikanischer Harfenist und Musikpädagoge (* 1867)
- 09. Juni: Johann Brandl, österreichischer Komponist (* 1835)
- 30. Juni: Rosendo Mendizábal, argentinischer Tangopianist und -komponist (* 1868)
- 28. Juli: Friedrich Wilhelm Riechmann, deutscher Sänger, Schauspieler und Regisseur (* 1854)
- 07. August: David Popper, tschechischer Violoncellist und Komponist (* 1843)
- 11. August: Brasílio Itiberê da Cunha, brasilianischer Komponist und Diplomat (* 1846)
- 11. August: Henri Roehrich, Schweizer evangelischer Geistlicher, Kirchenlieddichter und Hochschullehrer (* 1837)
- 26. August: Michael Maybrick, britischer Sänger, Organist, Komponist und Bürgermeister (* 1841)
- 09. Dezember: Élie Delaborde, französischer Pianist, Komponist und Musikpädagoge (* 1839)
- 09. Dezember: Franz Kullak, deutscher Pianist und Komponist (* 1844)
- 17. Dezember: Joseph Merkl, deutscher Musiker (* 1865)